# 董菲立
董菲立（1929年8月24日—2016年10月5日），加拿大卑詩省政治人物，卑詩社會信用黨籍。
1966至1969年及1972至1986年兩度擔任卑詩省省議會議員，代表南和平河選區。曾任農業廳長（1975至1976年）、經濟發展廳長（1975至1979年）、工業及小型企業發展廳長（1980至1985年）、工業、旅遊及小型企業發展廳長（1979至1980 年）、國際貿易及投資廳長（1985至1986年）、旅遊及小型企業發展廳長（1979年）。
退休後定居澳洲。2016年10月5日逝世，享壽87歲。